# جامسون باركر
جامسون باركر (بالإنجليزية: Jameson Parker)‏ هو ممثل أمريكي، ولد في 18 نوفمبر 1947 في الولايات المتحدة.

## أعمال

### مسلسلات
- جاغ
- سامرسيت
- سيمون وسيمون

## وصلات خارجية
- جامسون باركر على موقع IMDb (الإنجليزية)
- جامسون باركر على موقع ألو سيني (الفرنسية)
- جامسون باركر على موقع أول موفي (الإنجليزية)
- جامسون باركر على موقع قاعدة بيانات الأفلام السويدية (السويدية)
- جامسون باركر على موقع إن إن دي بي (الإنجليزية)
- جامسون باركر على موقع قاعدة بيانات الفيلم (الإنجليزية)
- جامسون باركر على موقع كينوبويسك (الروسية)